# Dialecten van het Waals

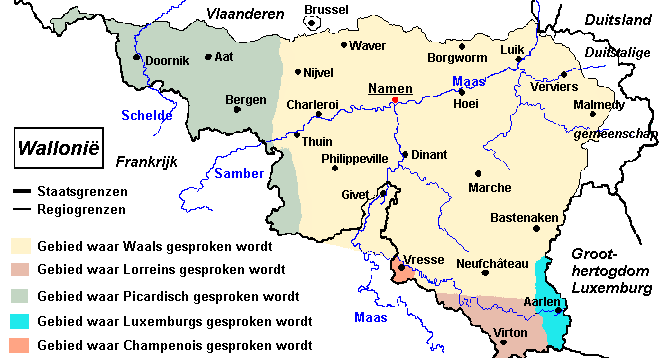
- HET WAALSE TAALLANDSCHAP -
De streektalen van Wallonië

De verspreiding van de Waalse subdialecten

Het Waals is een Romaanse streektaal die in het grootste deel van Wallonië gesproken wordt door een deel van de bevolking. Volgens schattingen zijn er 600.000 sprekers.
Het gebied waar Waals gesproken wordt, noemt men meestal (in het Frans) la Wallonie dialectale of (maar minder frequent) la Wallonie linguistique». Het gaat om een groot gedeelte van la Belgique romane ("Romaans België"), plus een klein deel van Frankrijk, dat la Wallonie de France genoemd wordt: een tiental dorpen en één stad, namelijk Givet, in de Franse Ardennen die traditioneel Waalstalig zijn.

## Subdialecten
De verschillende tongvallen van het Waals verspreid over la Wallonie linguistique worden bestudeerd door de Atlas linguistique de la Wallonie, een taalkundige atlas die ook de andere inheemse Romaanse talen van België beschrijft.
De meeste onderzoekers onderscheiden vier dialectzones:
- Het Oost-Waalse dialect, ook wel liégeois genoemd, wordt gesproken in de provincie Luik (behalve in de Duitstalige Gemeenschap van België en in de gemeenten Balen, Blieberg, Welkenraedt en naburige dorpen, waar men traditioneel het Platdiets gebruikt, een Limburgs-Ripuarisch overgangsdialect . Ripuarisch wordt ook gesproken in het noorden van de provincie Luxemburg, in de vallei van de Salm en de streek Ourthe et Aisne.

Het "Luikse" taalgebied kan verder onderverdeeld worden volgens 4 natuurlijke streken: de Ardennen (liégeois ardennais), de Condroz (liégeois condrusien), Haspengouw (liégeois hesbignon) en het Land van Herve (liégeois hervien-verviétois).
- Het Centraal-Waalse dialect, ook wel namurois genoemd, wordt gesproken in het oosten van de provincie Waals-Brabant, in het Brabantse deel van Haspengouw, in de Brabantse Ardennen, in het grootste gedeelte van de provincie Namen (behalve de Fagne, de Naamse Ardennen en het Belgische deel van de Champagne), en in Frankrijk in de zogenaamde botte de Givet.
- Het Waals-Picardische dialect, ook wel onterecht West-Waals genoemd[3], is een overgangsdialect tussen het Picardisch in het westen en het Centraal-Waals in het oosten. Dit dialect is beperkt tot het westen van Waals-Brabant (rondom Nijvel), de Roman Païs, de streek van Charleroi, Thudinië, het zuidwesten van de provincie Namen (met name de Fagne) en enkele dorpen in het Franse Noorderdepartement (geconcentreerd rond Cousolre).
- Het Zuid-Waalse dialect, ook Waals-Lotharings genoemd, wordt gesproken in de provincie Luxemburg (behalve de Gaume en het arrondissement Aarlen), in het zuidoosten van de provincie Namen (de Naamse Ardennen) en enkele dorpen van Luxemburg (Doncols, Harlange, Sonlez, Tarchamps, Watrange), waar het vandaag waarschijnlijk is uitgestorven.